# Бельские немцы
«Бельские немцы» — воинская часть, сформированная в XVII веке в России из иноземцев на польской службе, сдавших в 1614 году русским войскам князя Дмитрия Пожарского крепость Белую.

## История
В 1614 году иноземцы на польской службе, сдавшие русским войскам князя Дмитрия Пожарского крепость Белую, перешли на русскую службу и образовали особую роту «бельских немцев» («немцами» в то время именовали большинство иностранцев). «Бельские немцы» делились на «шкотских» и «ирлянских», то есть шотландцев и ирландцев, в том числе ирландская рота капитана Вильяма Грина и шотландская Томаса Юстоса. Капитан-ротмистр Яков Шав (Джеймс Шау), шотландец, был принят на русскую службу и вёрстан в начале 1615 году.
По способу содержания часть членов роты имела поместья, часть — относилась к категории кормовых иноземцев. Первые жили и служили, главным образом, за счёт доходов, получаемых со своих поместий, вторые — за счет денежного жалования, которой называлось «кормовым» жалованием. Поместья офицеров из этих рот, служивших в Украинном (Тульский) разряде, в начале XVII века находились на территории 17-ти уездов преимущественно севера европейской части России. Рядовой же состав сражался с татарами на юге России и в составе артиллерийских рот в гарнизонах Поволжья (например, крепости Самары), откуда впоследствии вместе с потомками смоленской шляхты в составе волжских казаков был переселён в Оренбуржье.

## Организация
Основу роты составляли шотландцы и ирландцы, находившиеся на службе Речи Посполитой, входившие в состав гарнизона города Белая и перешедшие на русскую службу после сдачи крепости в 1613 году Они образовали особое подразделение иноземцев, состоявшее из ирландской и шотландской рот, за которыми закрепилось общее название «бельские немцы». Однако к середине 20-х годов XVII века их численность по различным причинам уменьшилась, две роты слились в одну, и в неё стали включать иноземцев, не имевших никакого отношения к шотландцам и ирландцам, «сидевшим» в своё время «на Белой». Таким образом, название формирования — «бельские немцы» — стало условным и не отражало реальный состав роты. При этом следует иметь в виду, что, в отличие от других рот, здесь служили иноземцы и «нового выезда», то есть приехавшие в Россию уже в царствование Михаила Фёдоровича. К ним относились, прежде всего, все шотландцы и ирландцы из числа «бельских немцев» в первоначальном значении этого термина; однако, не исключено, что и другие их сослуживцы также были иноземцами «нового выезда». Первоначально роту возглавлял Яков Шав, и название роты было «Бельские немцы Яковлевы роты Ша». К весне 1626 года он умер, в списке уже не числился, но название роты оставалось прежним. К 1627 году роту возглавил капитан Томас Герн (относившийся к категории кормовых иноземцев), и в соответствующем списке рота названа — «Бельские немцы. Рота Томаса Герна». В 1630 году слова «бельские немцы» вообще отсутствуют в названии роты, которая значится в списке как «рота Томаса Герна».

## Известные семьи и потомки
- Юрий Андреевич (Георг) Лермонт из клана Лермонтов — родоначальник Лермонтовых, предок знаменитого русского поэта М. Ю. Лермонтова.
- Францбеков, Дмитрий Андреевич, семьи Францбековых — впоследствии воевода яранский, вятский и якутский.
- Юрий Андреевич Фамендин из семьи Фамендиных — был сыном ротмистра Андрея фон Менгдена.